# Tor douronensis
Tor douronensis es una especie de peces de la familia Cyprinidae en el orden de los Cypriniformes.

## Morfología
Los machos pueden llegar alcanzar los 35 cm de longitud total.

## Hábitat
Es un pez de agua dulce.

## Distribución geográfica
Se encuentra desde Tailandia hasta Vietnam y Indonesia, incluyendo los ríos Mekong y Chao Phraya.